# Juan Ramón Vidal
Juan Ramón Vidal (Corrientes, 13 de enero de 1860 - Buenos Aires, 4 de septiembre de 1940) fue un abogado y político argentino, que ejerció como gobernador de la provincia de Corrientes en dos oportunidades, a fines del siglo XIX y principios del siglo XX.

## Biografía
Era hijo de Froilana Molina y del médico José Ramón Vidal, de notable actuación durante la Guerra del Paraguay y que falleció durante la epidemia de fiebre amarilla de 1871.
Realizó sus estudios secundarios en el Colegio Nacional de Concepción del Uruguay, y se recibió de abogado en la Universidad de Buenos Aires. De regreso en su provincia, se dedicó a su profesión y participó en política como afiliado al Partido Autonomista Nacional. En 1884 fue ministro general de gobierno del gobernador Manuel Derqui.
Fue elegido gobernador y asumió su cargo el día de Navidad de 1886; para posibilitar su elección antes de haber cumplido los treinta años exigidos por la constitución provincial, se adulteró su fe de bautismo, figurando en ella la fecha del 24 de junio de 1855, aunque en realidad había nacido el 13 de enero de 1860.
Fueron sus ministros José F. Soler, Juan Parera y Juan Balestra. Durante su gobierno contrató un empréstito de un millón de libras esterlinas, aunque apenas se recibió un 80% del total; con el producto del empréstito se fundó el Banco de la Provincia de Corrientes, que favoreció la actividad industrial y comercial, pero también la especulación financiera. Se estableció el Consejo Provincial de Educación, una Escuela de Artes y Oficios y la Escuela Normal de Maestros. También se fundó la primera escuela secundaria de la ciudad de Goya. Se extendió la red de ferrocarriles, se construyó el cuartel de policía y la cárcel de la capital, se inauguró la red de agua potable de Mercedes y se delineó el pueblo de Yapeyú.
En el año 1889, por iniciativa de Vidal, fue reformada la constitución provincial, que disponía —entre otras medidas— el aumento de la duración del mandato de los gobernadores de tres a cuatro años. Para las elecciones de ese año, Vidal promovió la elección de su primo y jefe de policía, Antonio J. Ruiz, que resultó elegido.
En 1890 fue elegido senador nacional, ocupando esa banca hasta el año 1898. Durante la agitada última década del siglo, Vidal fue el líder máximo del autonomismo correntino, y tuvo un papel importante en la lucha contra la revolución de 1893, paralela a la revolución radical de 1893, que dio el liderazgo al Partido Liberal. Volvió a ser elegido senador nacional en 1907 por una parte de la legislatura correntina, pero al mismo tiempo había sido elegido para el mismo cargo el liberal Valentín Virasoro; como parte de la reforma del PAN que estaba llevando a cabo el presidente José Figueroa Alcorta, sus partidarios en el senado aprobaron la incorporación de Virasoro y rechazaron la de Vidal. En 1908 fue elegido diputado nacional, cargo que ocupó durante un año y medio.
Fue elegido nuevamente gobernador de su provincia, asumiendo el cargo el 25 de diciembre de 1909. Fueron sus ministros Manuel Mora y Araujo y Ramón Beltrán; durante su gestión tuvo lugar el fastuoso festejo del centenario argentino. Su segundo gobierno continuó con la actividad constructiva del primero, extendiéndose ramales de ferrocarril por gran parte de su territorio, y hasta la ciudad de Posadas (Misiones); se fomentó la agricultura, que sufría la competencia creciente de los vecinos Chaco y Misiones; se disminuyeron los impuestos para los establecimientos ganaderos que acreditaran utilizar reproductores de razas europeas; se mejoró sustancialmente la recaudación de impuestos, al punto que el presupuesto estatal del último año de su gestión fue más del 50% mayor que el del primero; se cambiaron los nombres de los pueblos de San Antonio de Itatí por Berón de Astrada, y el de Caa Catí por el de General Paz.
Durante este segundo mandato se volvió a reformar la constitución provincial —que regía desde el anterior gobierno de Vidal— y se creó la Diócesis de Corrientes, cuyo primer obispo fue monseñor Luis María Niella.
Su mandato terminó el 25 de diciembre de 1913, y fue nuevamente senador nacional desde esa fecha —reelección mediante— hasta 1930. En 1917 frustró un seguro triunfo radical con un acuerdo con los liberales, con lo cual logró la elección de Adolfo Contte como gobernador de la provincia; pero el presidente Hipólito Yrigoyen intervino la provincia. Pese a que el gobierno federal hizo todo lo posible por hacer triunfar al radicalismo, Vidal organizó un pacto permanente entre los partidos tradicionales —adelantándose al Pacto Autonomista - Liberal de la segunda mitad del siglo— y logró la llegada de Contte a la gobernación. Durante toda su gestión como senador fue un férreo opositor del radicalismo, y especialmente de Yrigoyen; fue el más fuerte oponente de la intervención federal de su provincia en 1929, que de todos modos no pudo evitar.
Apoyó enérgicamente el golpe de Estado de 1930, y sus colaboradores formaron la mayor parte del elenco gubernamental en Corrientes. Nuevamente fue senador nacional desde 1932 hasta 1935, año en que fue reelegido. Su sobrino Juan Francisco Torrent fue gobernador entre el 25 de diciembre de 1935 y el 25 de diciembre de 1939.
Afectado de cataratas, su vista se vio muy disminuida y estuvo a punto de perderla, junto con su cargo de senador nacional. Una operación del ojo realizada por el doctor Natale le devolvió la vista, continuando en el cargo hasta su fallecimiento, ocurrido en septiembre de 1940.